# Joy to the World
Pour la chanson de Three Dog Night, voir Joy to the World (chanson de Three Dog Night).
Joy To The World est un chant de Noël américain populaire. Basé sur un poème écrit par Isaac Watts en 1719, il est mis en musique par Lowell Mason en 1839.
Ce cantique de Noël bénéficie de nombreuses reprises et adaptation.
À la fin du vingtième siècle, Joy to the World est la chanson de Noël la plus publiée aux États-Unis. D'après le Dictionary of North American Hymnology, elle a fait l'objet de 1387 éditions.

## Texte
Les paroles proviennent d'un cantique anglais écrit par Isaac Watts, d’après le Psaume 98 de la Bible. 
Le texte originel a pour titre Praise for the gospel et comprend deux parties. Seule la deuxième partie du texte de Watts est chantée désormais.
Il a été publié pour la première fois en 1719 dans The Psalms of David: Imitated in the language of the New Testament, and applied to the Christian state and worship.
Isaac Watts écrit les mots Joy to the World (joie dans le monde), non comme une célébration de la Nativité, mais comme un hymne glorifiant l'avènement glorieux du Christ à la fin des temps.

## Musique
En 1839, le texte est mis en musique par Lowell Mason (en) sur une mélodie ancienne réputée être de Haendel. Probablement car le thème du refrain (And heaven and nature sing...) semble correspondre à l'ouverture orchestrale et à l'accompagnement du récitatif Comfort ye du Messiah, et que les quatre premières notes s'inspireraient de Glory to God et de  Lift up your heads du même oratorio.
Toutefois, Haendel n'a pas composé la mélodie.

## Paroles
Premier couplet
Joy to the world! The Lord is come;

Let earth receive her king;

Let every heart prepare him room,

And heaven and nature sing,

And heaven and nature sing,

And heaven, and heaven, and nature sing.
Second couplet
Joy to the earth! the savior reigns;

Let men their songs employ;

While fields and floods, rocks, hills, and plains

Repeat the sounding joy,

Repeat the sounding joy,

Repeat, repeat the sounding joy.
Troisième couplet
No more let sins and sorrows grow,

Nor thorns infest the ground;

He comes to make his blessings flow

Far as the curse is found,

Far as the curse is found,

Far as, far as, the curse is found.
Quatrième couplet
He rules the world with truth and grace,

And makes the nations prove

The glories of his righteousness,

And wonders of his love,

And wonders of his love,

And wonders, wonders, of his love.

## Enregistrements populaires
La version instrumentale de Joy to the World du chef d'orchestre Percy Faith fait partie des enregistrements populaires. Elle a été enregistrée une première fois en 1954 sur l'album Music of Christmas, puis une nouvelle fois en stéréo en 1959.
Le groupe Boney M. a repris le titre en 1984 dans leur album The 20 Greatest Christmas Songs.
John Rutter a fait un arrangement de la chanson dans le style de Haendel qu'il a enregistré à deux reprises avec les Cambridge Singers, dans les albums Christmas Star (1983) et Christmas with the Cambridge Singers (1989). Cet arrangement est repris par des chorales.
En 1965, The Supremes enregistrent la chanson dans l'album Merry Christmas.
Andy Williams adapte la chanson en 1974, dans un style ballade, pour son album Christmas Present.
Whitney Houston reprend le titre deux fois, dans The Preacher's Wife: Original Soundtrack Album en 1996, puis dans One Wish: The Holiday Album en 2003.
En 2002, Patty Loveless & Jon Randall enregistrent un duo pour l'album de Noël  Bluegrass & White Snow: A Mountain Christmas.
Faith Hill réalise une adaptation  pour son opus Joy To The World en 2008.

## Reprise de Mariah Carey
Singles de Mariah Carey
All I Want for Christmas Is You
(1994) Fantasy
(1995)
Joy To The World est le second extrait de l’opus Merry Christmas de Mariah Carey. Tout d’abord sortit en single promotionnel en 1994, il obtient une sortie en single physique en Australie dès 1995. La chanson bénéficie de nombreux remixes clubs et de deux vidéos, dont une originale et une autre illustrant un remix club.

### Pistes et formats
Australie 5" CD single
1. "Joy to the world" (LP Version)
2. "Joy to the world" (Celebration Mix)
3. "Joy to the world" (Flava Mix)
4. "Joy to the world" (Club Mix)
5. "All I Want for Christmas Is You"

USA 5" CD single
1. "Joy to the world" (LP Version)
2. "Joy to the world" (Celebration Mix Edit)

USA 12" vinyl maxi-single
1. "Joy to the world" (Celebration Mix)
2. "Joy to the world" (Flava Mix)
3. "Joy to the world" (Club Mix)
4. "Joy to the world" (Crash Dub Crash)
5. "Joy to the world" (LP Version)

### Classements
| Chart (1994)                              | Peak position |
| ----------------------------------------- | ------------- |
| US Hot Dance Club Play                    | 17            |
| Chart (1995)                              | Peak position |
| Australie Singles Chart                   | 33            |
| Chart (2012)                              | Peak position |
| Corée du Sud (International Chart) (GAON) | 114           |